# Hospental
Hospental (toponimo tedesco) è un comune svizzero di 188 abitanti del Canton Uri.

## Geografia fisica
Hospental si trova nella valle di Orsera, ai piedi della strada che conduce al passo del San Gottardo.

## Storia
Hospental viene menzionata per la prima volta in atti scritti nel 1285 come Hospenthal. Nel 1499 è riportata con la sua forma latina Hospicium, mentre nel 1616 come Spithal.
Presumibilmente già dal IX secolo degli abitanti della Leventina sfruttarono diversi alpeggi sul Gamsboden, nei pressi del passo del San Gottardo. Il villaggio si sviluppò intorno a un ospizio, fondato nel IX o X secolo forse dall'abbazia di Disentis e fu colonizzato da comunità romanze. Nel XII secolo, giunsero dei Walser germanofoni, responsabili tra l'altro della fondazione di Zumdorf, sempre nell'odierno cantone di Uri. Fino al termine dell'Ottocento, Hospental fece parte della comunità della valle di Orsera e vi si tenevano delle assemblee.
Il primo statuto comunale risale al 1688, ma furono la someggiatura, le locande, il commercio di cristalli, il servizio mercenario e l'estrazione di serpentino (dal XVI secolo) a permettere di integrare il reddito dell'agricoltura. Nel XIX secolo, dopo l'apertura di strade carrozzabili sui passi alpini, accelerarono il traffico delle diligenze e il settore alberghiero (Meyerhof nel 1859). L'apertura della linea ferroviaria del Gottardo (1882) comportò all'inverso una forte riduzione dei traffici. Nel 1888 il Dipartimento militare federale costruì nel villaggio alloggi per soldati. La Costituzione cantonale del 1888 sancì l'autonomia del comune di Hospental, malgrado fino al 1976 la comunità della valle d'Orsera sopperì nello svolgimento di alcune funzioni amministrative. Nel 1917/18 fu aperta la cava per l'estrazione della pietra ollare e del serpentino. La stazione della ferrovia del Furka-Oberalp fu inaugurata nel 1926, la sciovia del Winterhorn (pizzo d'Orsino) nel 1960. Grazie a una strada di circonvallazione realizzata nel 1983, il traffico si allontanò dal nucleo del villaggio, tanto che la demografia locale non è decollata verso la fine del Novecento. Dal 2023 il villaggio, grazie all'armonia del nucleo, la sua storia e la posizione privilegiata in cui si trova, fa parte dell'associazione "I borghi più belli della Svizzera".

## Monumenti e luoghi d'interesse

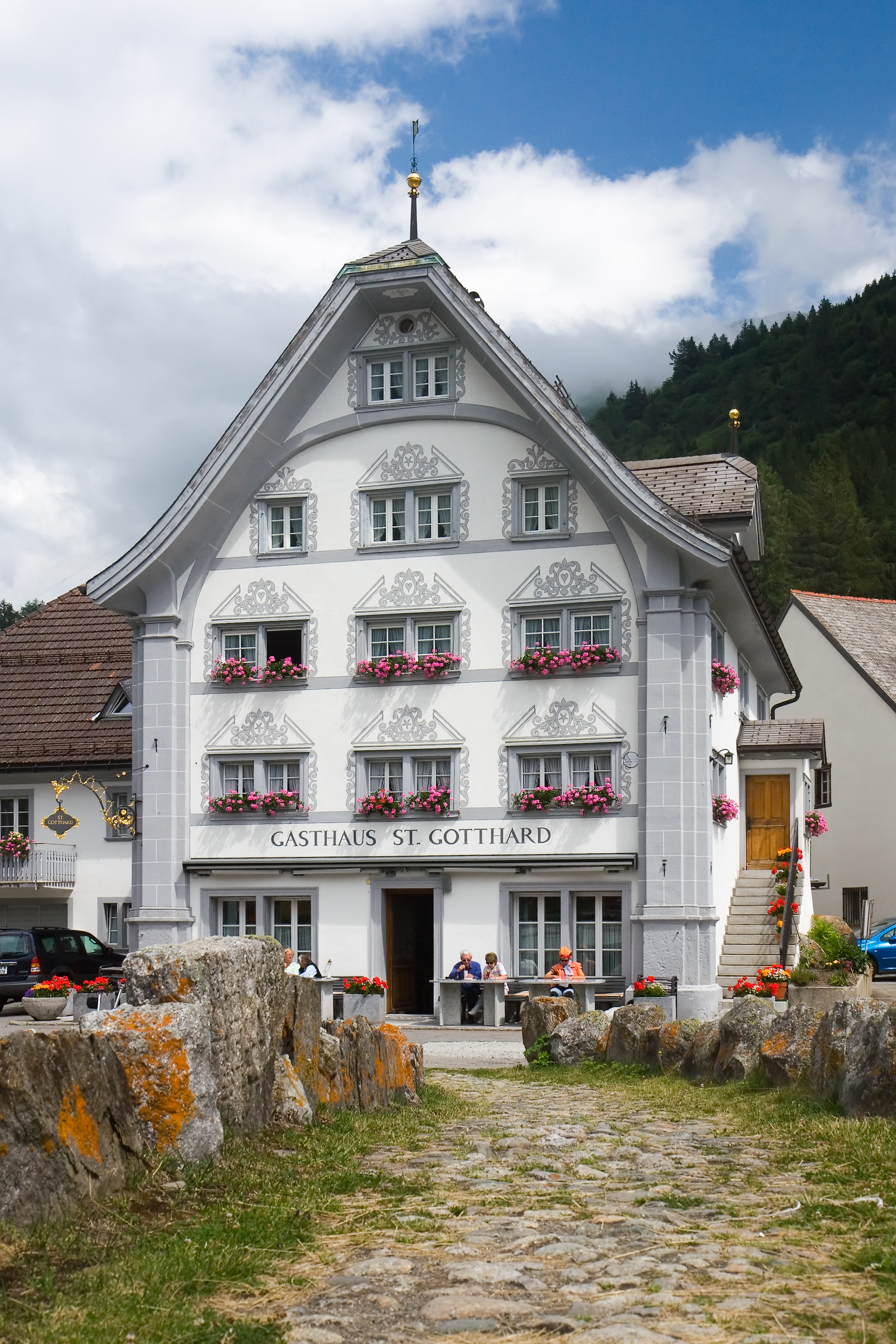
L'ospizio del San Gottardo

- Chiesa parrocchiale cattolica dell'Assunzione di Maria, eretta nel XIV secolo e ricostruita nel 1706-1710[2];
- Cappella di San Nicola in località Zumdorf, attestata dal 1591 e ricostruita nel 1719-1721[3];
- Ospizio del San Gottardo, fondato nel IX-X secolo[2];
- Torre della famiglia von Hospental, eretta nel XIII secolo[2].

## Società

### Evoluzione demografica
L'evoluzione demografica è riportata nella seguente tabella:
Abitanti censiti

## Amministrazione
Ogni famiglia originaria del luogo fa parte del cosiddetto comune patriziale e ha la responsabilità della manutenzione di ogni bene ricadente all'interno dei confini del comune.